# Edward Glyn
Edward Carr Glyn (21 novembre 1843 - 14 novembre 1928) est un évêque anglican en Angleterre. Il est évêque de Peterborough de 1896 à 1916.

## Biographie
Glyn est un fils cadet de George Glyn (1er baron Wolverton) et de Marianne, fille de Pascoe Grenfell. Il est le frère de George Glyn (2e baron Wolverton), Sidney Glyn, Pascoe Glyn et Henry Glyn, un vice-amiral de la Royal Navy. Il fait ses études à Harrow School et University College, Oxford et est ordonné en 1868.

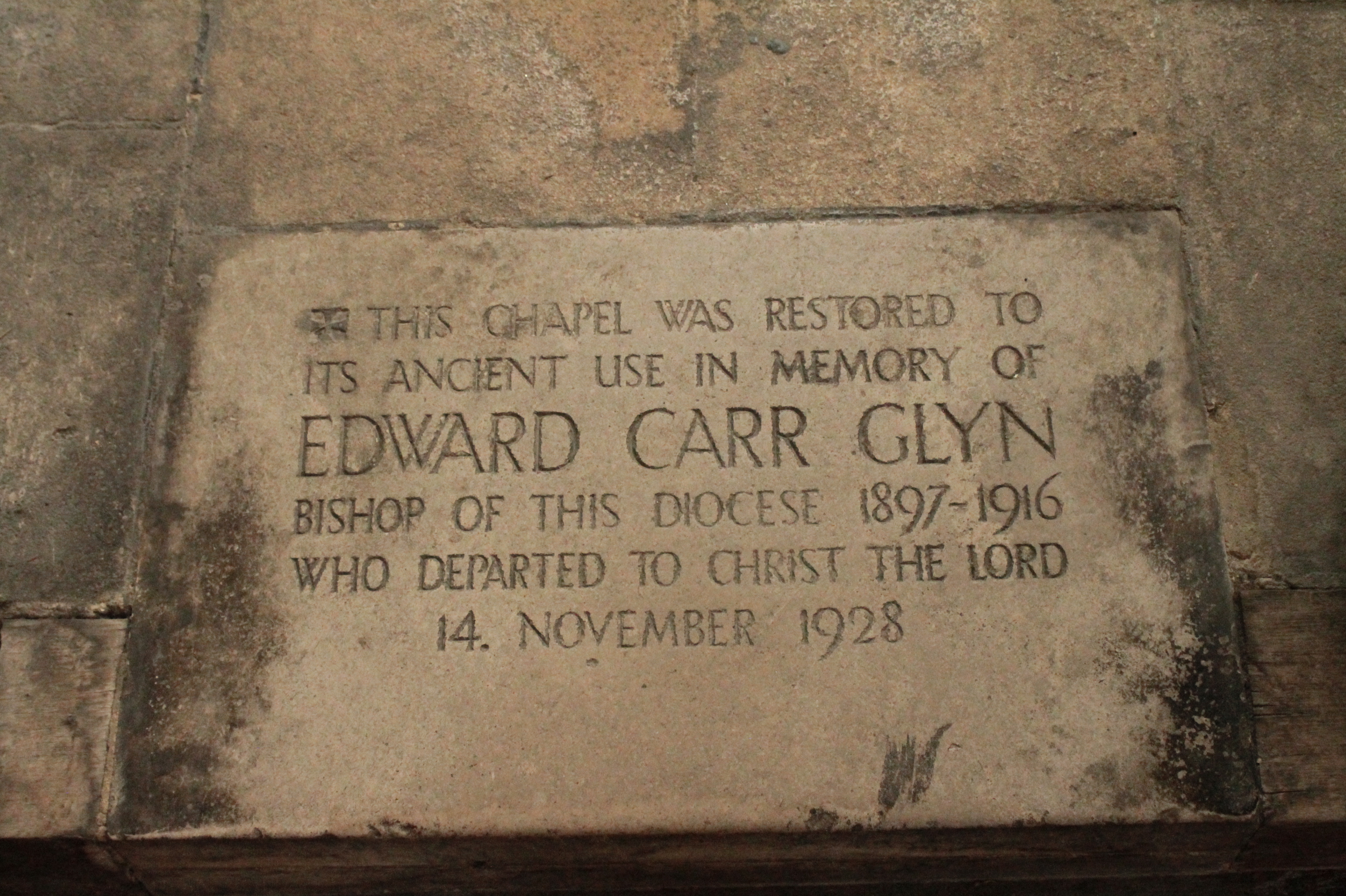
Mémorial à Edward Carr Glyn, cathédrale de Peterborough

Après une cure à Doncaster, Glyn est l'aumônier domestique de William Thomson, l'archevêque d'York, et occupe ensuite des postes à l'église St Mary, Beverley,, St George's Church, Doncaster et St Mary Abbots Church, Kensington,. Il est aumônier honoraire de la reine et évêque de Peterborough de 1897 à 1916.
Glyn est mort le 14 novembre 1928, âgé de 84 ans.

## Famille
Il épouse Lady Mary Emma, fille de George Campbell (8e duc d'Argyll), en 1882. Elle est décédée en mars 1947, à l'âge de 87 ans. Ils ont plusieurs enfants, dont Ralph Glyn (1er baron Glyn) et Margaret Isabel Frances, qui épouse l'amiral Herbert Meade-Fetherstonhaugh.